# Rent (musical)
Rent é uma obra de teatro musical, composta por Jonathan Larson. Conta a história de um grupo de amigos que vivem em New York nos anos 80. Aborda alguns temas que marcaram aquela época, como o desemprego, o uso de drogas, a homossexualidade, a liberação sexual e a AIDS. Venceu o Tony Award de melhor musical.
Vencedor do Prêmio Pulitzer de Teatro com Rent, Jonathan Larson não pode nem comemorar do sucesso de sua principal obra, pois faleceu às vésperas da estréia do show, vítima de uma doença rara, a síndrome de Marfan.
Rent está em cartaz desde 1996 no Nederlander Theatre em New York. Uma particularidade é que em todas as apresentações acontece um sorteio. Os melhores lugares (primeira e segunda filas) são sorteados para os que colocarem o seu nome na urna. Assim até mesmo os menos favorecidos têm uma chance de assistir Rent da primeira fila.
Em 2005 estreou a adaptação para o cinema de Rent, sob a direção de Chris Columbus. Em 2006, para comemorar 10 anos da estréia na Broadway, aconteceram dois eventos: um deles foi uma apresentação beneficente do elenco da montagem original, e outro foi uma apresentação do elenco atual com todos os ingressos a 20 dólares.
No Brasil, foram feitas duas grandes versões do musical. A primeira, em 1999, foi como a inauguração do gênero no Brasil, sendo uma superprodução com  cenários e figurinos vindos diretamente Broadway. A peça contou com nomes como Alessandra Maestrini que interpretava Maureen Johnson, Daniel Ribeiro como Mark Cohen,  André Dias como a drag queen Angel, Andrea Marquee como Mimi Márquez, Robson Moura como Roger Davis, Neusa Romano como Joanne Jefferson e Maurício Xavier como Tom Collins. A peça ficou em cartaz no teatro Ópera em São Paulo, possuindo direção geral de Billy Bond e direção musical de Oswaldo Sperandio.
Um especial de televisão foi transmitido pela FOX em 27 de janeiro de 2019. Sendo uma produção parcialmente ao vivo do musical, estrelada por Vanessa Hudgens, Jordan Fisher, Tinashe, Brandon Victor Dixon, Mario, Valentina, Kiersey Clemons e Brennin Hunt.